# Neis
Genre
Neis est un genre de cténophores de la famille des Beroidae.

## Systématique
Le genre Neis a été créé en 1843 par le naturaliste français René Primevère Lesson (1794-1849) après un voyage sur La Coquille entre 1822 à 1825 et ce pour y classer le cténophore Neis cordigera.

## Caractéristiques
René Primevère Lesson définit lui-même les caractéristiques du genre Neis dans le livre Voyage autour du monde : exécuté par ordre du roi, sur la corvette de Sa Majesté, La Coquille, pendant les années 1822, 1823, 1824, et 1825  : ce sont des cténophores aux « corps comprimé, mince plus haut que large [avec] deux rangées de cils entourant le milieu du corps [et] quatre rangées de cils sur les côtés ». Alors que les corps des Beroe sont cylindriques et parfois comprimés, ceux des Neis sont aplatis et flanqués de deux « ailes » gélatineuses qui traînent et s'étendent derrière le pôle aboral (à l'opposé de la bouche). Le pôle aboral est agrandi par deux lobes. Le système vasculaire des Neis n'est pas divisé en deux comme celui des Beroe.

## Liste d'espèces
Selon BioLib (7 mai 2022) :
- Neis cordigera Lesson, 1843